# Artume
Artume (también llamada Aritimi, Artames o Artumes) era una diosa etrusca que era la amante de los animales, diosa de las asambleas humanas y deidad de caza de origen neolítico. Fue asociada con la diosa griega Artemisa en la historia posterior. Aritimi también fue considerado el fundador de la ciudad etrusca Aritie, que hoy es la ciudad italiana de Arezzo.[cita requerida]

## Artume en cultura popular
Artume apareció como un personaje recurrente en Marvel Comics. Sin embargo, esta no es la diosa, sino una hija de Hipólita en Marvel Comics.